# Lhok Bintang Hu
Lhok Bintang Hu is een bestuurslaag in het regentschap Aceh Utara van de provincie Atjeh, Indonesië. Lhok Bintang Hu telt 742 inwoners (volkstelling 2010).